# Princess Vitarah
Princess Vitarah là một rapper, ca sĩ, nhạc sĩ người Mỹ gốc Nigeria.

## Cuộc sống ban đầu
Princess Vitarah sinh ra ở Hoa Kỳ, nhưng lớn lên ở Nigeria. Mùa hè năm 2015, cô chuyển về Hoa Kỳ để theo đuổi sự nghiệp âm nhạc.

## Sự nghiệp
Công chúa Vitarah bắt đầu sự nghiệp của mình bằng cách phát hành âm nhạc qua internet vào đầu năm 2016. Cô đã được công nhận sau hai bài hát của mình, "Âm hộ Nigeria" và "Tôi muốn 20 inch Dick", đã gây sốt trên các trang chia sẻ video như YouTube và WorldStarHipHop, chỉ nhận được 4 triệu lượt xem trên Facebook trong ngày đầu tiên. Cô đã được đặc trưng trong nhiều ấn phẩm nổi bật bao gồm Vice, The Fader, và XXL.

## Danh sách đĩa hát
Công chúa Vitarah đã phát hành mười đĩa đơn (bao gồm hai là một nghệ sĩ đặc trưng) và chín video âm nhạc. Cô có hơn 1,1 triệu lượt kết hợp trên Spotify. Năm 2019, cô công bố kế hoạch phát hành bản mixtape đầu tiên của mình.